# Ga Hwajeong (Goyang)
Ga Hwajeong là một ga trên Tuyến Ilsan ở Goyang, Gyeonggi-do. Nó có lượng hành khách cao nhất trong số tất cả các ga trên đoạn Tuyến Ilsan của Tuyến 3. Văn phòng Deogyang-gu nằm ở phía bắc. Nó nằm ở trung tâm của một khu vực thịnh vượng cho mua sắm và nhà hàng với E-Mart, Lotte Mart và McDonald's nằm gần nhà ga.

## Bố trí ga
| Daegok ↑  |
| \| １     |
| ↓ Wondang |

| １ | ●Tuyến 3 | ← Hướng đi Daehwa  |
| ２ | ●Tuyến 3 | → Hướng đi Ogeum → |

## Vùng lân cận
- Lối ra 1: Hwajeong Express Bus Terminal, Baegyang Elementary & Middle Schools
- Lối ra 2: Hwajeong Elementary & Middle Schools, SaveZone
- Lối ra 3: Deogyang District Office, Hwajeong High School, LotteMart
- Lối ra 4: Buyeong APT, CGV